# Tambaú
Tambaú is een gemeente in de Braziliaanse deelstaat São Paulo. De gemeente telt 22.575 inwoners (schatting 2009).

## Aangrenzende gemeenten
De gemeente grenst aan Cajuru, Casa Branca, Mococa, Santa Cruz das Palmeiras, Santa Rita do Passa Quatro en Santa Rosa de Viterbo.